# Nacional park Los Haitises
Los Haitises je nacionalni park koji se nalazi na sjevorositočnoj obali Dominikanske Republike. Obuhvaća netaknute šume, te mnogobrojne špilje nastale vodenom erozijom, koje su domoroci oslikavali piktogramima i petroglifima.
Područje je prvi put zaštićeno 3. lipnja 1976., a 1996. godine je prošireno s 208 na 826 km². 
Glavno mjesto posjeta parku nalazi se u gradu Sabana de la Mar.
Nastalo je za vrijeme miocena krškim procesom. Od vegetacije, u parku se nalaze vlažne i vrlo vlažne suptropske šume, u kojima su najčešći Guarea guidonia, cedar, Ceiba pentandra i mahagonij. Također ima i mnogo vrsta orhideja te šuma mangrova. Životinjski svijet Los Haitisesa je vrlo raznolik, u njemu žive dvije endemske vrste: hispanjolska hutia i hispanjolski solenodon, kojima prijeti izumiranje. Također ima i mnogo vrsta ptica kao što su smeđi nesit, veliki brzan, kukuvija drijemavica i druge.

## Galerija
- Šuma mangrova
- Nesit u gnjezdu
- Otok gniježdenja ptica